# Mouseîon
Dans l'Antiquité grecque, un Mouseîon ou Museion ou Musée (Μουσεῖον) était un sanctuaire consacré aux Muses, divinités des arts, patronnées par Apollon. Le déroulement exact de leur culte n'est pas connu. La plupart des musées avaient un portique et un autel, bien qu'ils ne se présentaient pas comme de véritables temples. Mais on sait que, dans certains cas, une activité culturelle y était rattachée.
Le plus célèbre était le Mouseîon d'Alexandrie, en Égypte. L'Académie de Platon et le Lycée d'Aristote, en Grèce, étaient aussi configurés comme des musées. Juridiquement, l'Académie était un thiasos, une association pour le culte d'une divinité, c'est-à-dire les Muses, tandis que les édifices du Lycée étaient aussi accompagnés d'un sanctuaire qui leur était dédié. Dans les deux institutions, le repas était pris en commun, celui-ci jouant un rôle important dans la communication scientifique (il suffit de songer au dialogue platonicien).
Le terme a progressivement désigné des institutions consacrées aux arts, placées sous le patronage des Muses.
Le terme est à l'origine du mot « musée ».